# Savonnières-en-Perthois
Savonnières-en-Perthois är en kommun i departementet Meuse i regionen Grand Est (tidigare regionen Lorraine) i nordöstra Frankrike. Kommunen ligger i kantonen Ancerville som tillhör arrondissementet Bar-le-Duc. År 2022 hade Savonnières-en-Perthois 400 invånare.

## Befolkningsutveckling
Antalet invånare i kommunen Savonnières-en-Perthois
| Referens: INSEE |